# Baloncesto Rivas
Baloncesto Rivas is een professioneel damesbasketbalteam in Rivas-Vaciamadrid, Spanje. Het team speelt in de Spaanse competitie en de EuroLeague Women.

## Geschiedenis
De club werd opgericht in 1993 als CD Covíbar, nadat het heren team was opgericht in 1988. In 2014 werd de club landskampioen van Spanje. Ook wonnen ze de Copa de la Reina de Baloncesto in 2011 en 2013 en maakte ze hun debuut in de EuroLeague Women. In 2012 verloren ze de finale van de EuroLeague Women. Ze verloren van Ros Casares Valencia uit Spanje.

## Sponsornamen
- 2000-2002: Rivas Ciudad del Deporte
- 2002-2008: Rivas Futura
- 2008-2015: Rivas Ecópolis
- 2015-2016: Rivas Promete
- 2016-heden: Rivas Ecópolis

## Erelijst
- Spaanse landstitel: 2013-14: 1
- Copa de la Reina de Baloncesto: 2010-11, 2012-13: 2